# Pirallahı
Pirallahı è una località dell'Azerbaigian, nel comune di Baku, che ospitava nel 2021 una popolazione di circa 20.600 abitanti.

## Storia
Tra il 1936 e il 1990 fu intitolata al rivoluzionario bolscevico Fëdor Andreevič Sergeev, noto come Artëm.